# Haáz Ferenc Rezső
Haáz Ferenc Rezső (Szepesbéla, 1883. augusztus 12. –  Székelyudvarhely, 1958. július 29.) erdélyi magyar etnográfus, pedagógus. Haáz Sándor és Haáz Ferenc néprajzkutatók apja.

## Életútja
Középiskoláit Késmárkon és Iglón végezte, a budapesti képzőművészeti főiskolán szerzett rajztanári képesítést (1906). Székelyudvarhelyen a Református Kollégiumban (1906–27), majd a Református Tanítóképző Intézetben (1927–45) tanár, a kollégium fiúgimnáziumának igazgatója (1946–48).
Tanulmányokat közölt az Udvarhely vidéki Lövéte székely népviseletéről (Emlékkönyv a Székely Nemzeti Múzeum ötvenéves jubileumára. Sepsiszentgyörgy 1929), a székely ványolókról, az udvarhelyi szekérről, a „lakodalmas prémes”-ről (Siklódi Pállal) a Néprajzi Értesítőben (1931–32). Diákjai segítségével évtizedek alatt egybehordta és iskolai múzeumi gyűjteménnyé rendezte Udvarhely vidéke tárgyi néprajzi anyagát; gyűjteménye lett az alapja Székelyudvarhely Municípiumi Múzeumának, amelynek 1948-ban megszervezője és első igazgatója (1948–51). Gyűjtőmunkájával párhuzamosan a népi mesterségek művészi értékű kincseire, a hagyományos mintákra támaszkodva népi iparművészeti mozgalmat indított, fellendítve a telekfalvi fafaragást, a korondi fazekasságot, a népi szövést-varrást is. Születésének centenáriumán, 1983-ban városában emlékünnepséget, s festményeiből, grafikáiból kiállítást rendeztek.